# Heinrich von Hess
 Der er flere personer med dette navn, se Heinrich Hess.
Heinrich Hermann Joseph von Hess (født 17. marts 1788 i Wien, død. 13. april 1870 sammesteds) var en østrigsk friherre og feltmarskal. 
Hess begyndte sin militære løbebane som fændrik i fodfolket 1805, forsattes imidlertid allerede 1809 til generalstaben og udmærkede sig samme år i kampene ved Aspern og Wagram. I 1813 blev han kaptajn i generalstaben og ansattes 1815 i fyrst Schwarzenbergs hovedkvarter som major. I 1831 blev Hess generalstabschef hos Radetzky i Norditalien og udarbejdede her med megen dygtighed en ny manøvreinstruktion for de 3 våben. I 1834 forfremmedes han til brigadegeneral i Mähren, og 1840 overdroges ledelsen af generalstabens arbejder til ham. I 1842 udnævntes Hess til feltmarskalløjtnant, ansattes ved oprørets udbrud 1848 atter som generalstabschef hos Radetzky og lagde det følgende år planen til det berømmelige 5 dages felttog, der endte med sejren ved Novara. For disse fortjenester udnævntes Hess til felttøjmester og friherre og sattes i spidsen for generalstaben 1850. I de følgende år sendtes Hess flere gange i militært øjemed til udlandet og overtog 1854 kommandoen over det i Galizien og Siebenbürgen under den orientalske krig opstillede korps. Efter det uheldige slag ved Magenta sendtes Hess til staben, men formåede ikke at forhindre nederlaget ved Solferino. I 1860 forfremmedes han til feltmarskal, nedlagde sin post som chef for generalstaben og 
ansattes som kaptajn for drabantlivgarden. I 1861 kaldtes Hess til livsvarigt medlem af Herrehuset. 